# 楊林郷 (韶山市)
楊林郷（ようりんきょう）は中華人民共和国湖南省韶山市の郷。

## 行政区画
- 石屏村
- 純和村
- 良和村
- 新溪村
- 瓦坪村
- 聯邑村
- 林業村
- 楊林村
- 善扶村
- 磨石村
- 白鴿村
- 鳳形村
- 雲源村
- 団田村
- 舒塘村

## 経済

### 名物・特産品
- イネ

## 地理
楊林郷は韶山市北部に位置し、北は寧郷市東湖塘鎮と、東は韶山市清溪鎮と、西は湘郷市金石鎮と、南は韶山市韶山郷とそれぞれ接している。
- 河川：韶河の両支流—雲源河（7480m）、楊林河（8130m）
- 湖沼：紅旗水庫、青溝水庫
- 山：石屏山、谷皮寨、天子山、羅仙寨

## 教育
- 楊林中学

## 交通

### 道路
- 韶灰公路
- 長韶婁高速公路

## 観光
- 報恩寺

## 出身有名人
- 彭紹輝（中国語版）上将：中国人民解放軍副総参謀長